# Dracula gorgonella
Dracula gorgonella é uma espécie de orquídea epífita de crescimento cespitoso cujo gênero é proximamente relacionado às Masdevallia, parte da subtribo Pleurothallidinae. Esta espécie é endemica de Antioquia, na Colômbia, onde habita florestas úmidas e nebulosas das montanhas.
Pode ser diferenciada da espécie mais próxima, a Dracula gorgona por suas flores bem menores.